# Surbourg
Surbourg é uma comuna francesa na região administrativa de Grande Leste, no departamento Baixo Reno. Estende-se por uma área de 10,46 km². Em 2010 a comuna tinha 1 745 habitantes (densidade: 166,8 hab./km²).